# Баймуканов, Дастанбек Асылбекович
Баймуканов Дастанбек Асылбекович (род. 1969) — казахстанский ученый в области верблюдоводства и молочного скотоводства, доктор сельскохозяйственных наук (2007), доцент (2004), член корреспондент Национальной академии наук Республики Казахстан (2012). Его научные интересы охватывают широкий круг проблем в области сельскохозяйственной генетики, в частности генетики и селекции сельскохозяйственных животных. Внес значительный вклад в разработку новых селекционно-генетических методов разведения и воспроизводства верблюдов, крупного рогатого скота и лошадей, представляющих в комплексе как крупное научное достижение. В настоящее время занимается проблемными вопросами генетики воспроизводства новых генотипов верблюдов и крупного рогатого скота черно-пестрого типа.
Селекционно-генетические исследования проведенные Баймукановым Д. А. в животноводстве позволили ускорить селекцию по выведению высокопродуктивных верблюдов породы казахский бактриан, туркменский Арвана и казахский дромедар за счет выранжировки животных носителей нежелательных хромосомных мутаций по установленным фено-цитогенетическим маркерам.

## Биография
Родился 19 марта 1969 года в городе Алма — Ата (Казахская ССР). Окончил зооинженерный факультет Алма-Атинского Ордена Трудового Красного Знамени зооветеринарного института с отличием (1991 г.).
Трудовая деятельность Баймуканов Дастанбека Асылбековича неразрывно связано с научной работой.
01.09.1986 г. — 29.05.1991 г. — Учёба в Алма-Атинском ордена Трудового красного знамени зооветеринарном институте, зооинженерный факультет.
16.07.1991 г. — 31.01.1996 г. — Младший научный сотрудник, старший научный сотрудник отдела верблюдоводства Казахского научно-исследовательского института каракулеводства.
01.02.1996 г. — 28.02.1997 г. — Заведующий лабораторией технологии верблюдоводства Казахского научно-исследовательского института каракулеводства.
01.03.1997 г. — 12.12.2003 г. — Ведущий научный сотрудник, руководитель творческой группы по разработке научного проекта 6-7 отдела верблюдоводства Казахского научно-исследовательского института каракулеводства.
13.12.2003 г. — 02.01.2008 г. — Руководитель творческой группы по разработке научного проекта 6-7, ведущий научный сотрудник отдела верблюдоводства РГП «Юго-Западный научно-производственный центр сельского хозяйства» МСХ РК.
03.01.2008 г. — по июнь 2014 г. — Главный научный сотрудник отдела верблюдоводства ТОО «Юго — Западный научно — исследовательский институт сельского хозяйства» АО «КазАгроИнновация» МСХ РК.
С 11 июля 2014г по настоящее время — ведущий научный сотрудник отдела разведения и селекции молочного скота, главный научный сотрудник отдела технологии выращивания молодняка и адаптации молочного скота, главный научный сотрудник отдела коневодства, главный научный сотрудник отдела разведения и селекции молочного скота, главный научный сотрудник комплексного отдела по молочному скотоводству, главный научный сотрудник отдела технологии молочного скотоводства ТОО «Казахский научно-исследовательский институт животноводства и кормопроизводства» НАО «Национальный аграрный научно — образовательный центр» Министерства сельского хозяйства Республики Казахстан.
Тема кандидатской диссертации «Селекционно-генетические параметры верблюдов казахского бактриана созакской популяции молочного типа» (Специальность 06.02.01 — Разведение, селекция, генетика и воспроизводство сельскохозяйственных животных) (2000).
Тема докторской диссертации «Селекция верблюдов породы казахский бактриан южно-казахстанского типа молочной продуктивности» (Специальность 06.02.01 — Разведение, селекция, генетика и воспроизводство сельскохозяйственных животных) (2007).
Дважды удостоен Государственной научной стипендии Министерства образования и науки Республики Казахстан для талантливых молодых ученых (1997—1999 гг.; 2002—2003 гг.).

### Член редакционной коллегии научных журналов
1. Журнал «Аграрная наука» (РФ). — Москва, с 2017 г
2. Журнал «Вестник Национальной академии наук Республики Казахстан». — Алматы, с 2015 г
3. Журнал «Известия Национальной академии наук Республики Казахстан: серия аграрных наук». — Алматы, с 2017 г
4. Федеральный журнал «Пищевая индустрия» (РФ), — Краснодар, с 2018 г.

## Публикации
Автор 350 научных работ, 10 монографий, 27 книг и брошюр по актуальным вопросам продуктивного животноводства, 7 учебников, 28 авторских свидетельств и удостоверении Республики Казахстан на изобретения и селекционные достижения, 20 предварительных патентов Республики Казахстан, 8 инновационных патентов Республики Казахстан, 28 Патентов Республики Казахстан на изобретения и селекционные достижения, 1 патента Российской Федерации на изобретения, 70 статей в сборниках трудов, 110 научных докладов и тезисов докладов в материалах международных конференции.
1. Баймуканов Д. А., Юлдашбаев Ю. А., Дошанов Д. А. Верблюдоводство (Бакалавриат): (ISBN 978-5-906818-14-0). Учебное пособие — Москва: Издательство КУРС, НИЦ ИНФРА — Москва, 2016. — 184 с.
2.
Акимбеков А. Р., Баймуканов Д. А., Юлдашбаев Ю. А., Демин В. А., Исхан. К. Ж. Коневодство (ISBN 978-5-906923-27-1). — Москва: КУРС: ИНФРА-М, 2017. — 400 с.
3. Амерханов Х. А., Баймуканов А., Юлдашбаев Ю. А., Алентаев А. С., Грикшас С. А., Баймуканов Д. А. Технология производства говядины: Учебное пособие (ISBN 978-601-7015-65-7). — Алматы: Издательство «Ғылым», 2017. −220с.
4.
Кузнецов А. Ф., Тюрин В. Г., Семенов В. Г. Баймуканов Д. А., Сагинбаев А. К., Шамшидин А. С. Общая гигиена в технологии содержания сельскохозяйственных животных: Учебник.(ISBN 978-601-305-293-9) — Алматы: Издательство «Ғылым», 2018. — 420 с.
5. Begaliyeva D. A, Alentayev A. S., Ombayev A. M.,  Baimukanov D. A. Improvement of the Technology for Young-Stock Breeding of Black-and-White Diary Cattle in the Southeast of Kazakhstan //OnLine Journal of Biological Sciences (http://thescipub.com/abstract/10.3844/ofsp.11376), 2017, DOI: 10.3844 / ojbsci. 2017. 270-277. Published On: October 5, 2017.
6. Kargayeva M.T., Baimukanov D.A., Karynbayev A.K., Alikhanov O., Zhunusov A.M. (2020). Productive-biological features of aday breed kazakh horses. Eurasian Journal of Biosciences, 2020 - Volume 14 Issue 1, pp. 329–335. http://www.ejobios.org/article/productive-biological-features-of-aday-breed-kazakh-horses-7496. Published Online: 03 Mar 2020. ISSN 13079867.
7. Koshen BM, Shamshidin AS, Baimukanov DA (2020) The productivity of natural forage lands of Kazakhstan. Eurasia J Biosci 14: 5445-5453. http://www.ejobios.org/article/the-productivity-of-natural-forage-lands-of-kazakhstan-8245
8. Калмагамбетов М.Б., Семенов В.Г., Баймуканов Д.А. Реализация воспроизводительных и продуктивных качеств крупного рогатого скота на модельных молочных фермах: Монография (ISBN 978-601-7920-04-3). – Алматы, 2020. – 154 с.
9. Кузнецов А.Ф., Тюрин В.Г., Семенов В.Г., Баймуканов Д.А., Сагинбаев А.К., Шамшидин А.С. Лабораторный практикум по общей зоогигиене: Учебник (ISBN 978-601-332-456-2). - Алматы, 2020. –410 с.
10. Кузнецов А.Ф., Тюрин В.Г., Семенов В.Г., Баймуканов Д.А., Сагинбаев А.К., Шамшидин А.С. Технологическая зоогигиена животных: Учебник (ISBN 978-601-278-942-3).– Алматы, 2020. – 324 с.
ISBN 978-601-332-456-2). - Алматы, 2020. –410 с.

### Патенты Республики Казахстан на селекционные достижения
1. Патент № 378 на селекционное достижение // Заводская линия верблюда-производителя Акбасты 29 породы казахский бактриан. Заявка № 2009/004.5 от 12.05.2009. Зарегестрировано в реестре селекционных достижений (порода животных) Республики Казахстан 21.08.2013г (Турумбетов Б. С., Тлеуов А., Омбаев А. М., Мусаев З. М., Молдакимов М., Баймуканов Д. А., Диханов С. Н., Сеитов М.С, Сеитов М.С, Тастанов А.,). — Астана, 2013. −4с.
2. Патент № 3 79 на селекционное достижение // Заводская линия верблюда-производителя «Таушык-бура» породы казахский бактриан. Заявка № 2010/008.5 от 17.06.2010. Зарегестрировано в реестре селекционных достижений (порода животных) Республики Казахстан 21.08.2013г (Омбаев А. М., Косуаков А., Ергалиев К., Баймуканов Д. А., Турумбетов Б. С., Алибаев Н. Н., Алиханов О., Тулесинов А.). — Астана, 2013. −4с.
3. Патент № 589 на селекционное достижение // Аральский заводской тип верблюдов породы казахский бактриан. Заявка № 2014/040.5 от 21.08.2014. Зарегестрировано в реестре селекционных достижений (порода животных) Республики Казахстан 21.10.2015г (Баймуканов А., Тлеуов А., Алибаев Н. Н., Турумбетов Б. С., Диханов С. Н., Баймуканов Д. А., Ермаханов М. Н., Сеитов М. С., Тлеуов С., Тлеуов Н. А.).
4. Патент РК № № 804 на селекционное достижение //Линия верблюда — производителя «КІРПІК» породы казахский дромедар. Заявка № 2011/020.5 от 27.12.2011. (Баймуканов А., Тастанов А., Нышанбаева Ф., Алибаев Н. Н., Турумбетов Б. С., Баймуканов Д. А., Алиханов О.). — Астана, 2018. — 8с.
5. Патент РК № № 806 на селекционное достижение //Бесторангылский заводской тип верблюдов породы Арвана. Заявка № 2014/042.5 от 21.08.2014. (Баймуканов А., Алибаев Н. Н., Турумбетов Б. С., Баймуканов Д. А., Ермаханов М. Н., Дюсегалиев М. Ж., Есимова Ж., Шатпак Ы. К., Сыздыкбеков А. С., Кушербаев С.Алиханов О.). — Астана, 2018. — 9с.

### Патенты Российской Федерации на изобретения
1. Патент на изобретение № 2628148 // Способ отбора казахских лошадей жабе для селекционного процесса (Акимбеков А., Баймуканов Д. А., Юлдашбаев Ю. А., Исхан К.). — Опубл., 22.03.2018, бюл № 9. −14с.
2. Патент РФ на изобретение №2737399 // Способ получения препарата для повышения неспецифической устойчивости организма, профилактики и лечения заболеваний молодняка сельскохозяйственных животных. (Семенов В.Г., Никитин Д.А., Баймуканов Д.А., Иванов Н.Г., Петров Н.С., Гладких Л.П., Симурзина Е.П., Захарова К.В., Иванова Т.Н., Майкотов А.Н., Мусаев С.А., Успешный А.В., Михайлов Н.С., Семенов А.А., Лукина Н.М., Евдокимова М.В., Обухова А.В., Боронин В.В.). Официальный бюллетень Изобретения. Полезные модели. Москва, 30 ноября. 2020.

### Патенты Республики Казахстан на изобретения.
1. Инновационный патент РК № 28672 // Способ отбора верблюдов казахского бактриана мангистауской популяции для селекции. Заявка № 2013/0991.1 от 24.07.2013. Зарегистрировано в Гос. Реестре изобретении Республики Казахстан 18.06.2014 г. - Опубл., 15.07.2014, бюл № 7. (Баймуканов А., Турумбетов Б. С., Баймуканов Д. А., Алиханов О., Баймуканов А. Д., Ермаханов М., Дошанов Д.).
2. Инновационный патент РК № 28673 // Способ отбора дромедаров казахской популяции для селекции. Заявка № 2013/1001.1 от 26.07.2013. Зарегистрировано в Гос. Реестре изобретении Республики Казахстан 18.06.2014 г. - Опубл., 15.07.2014, бюл № 7. (Баймуканов Д. А., Баймуканов А., Турумбетов Б. С., Баймуканов А.Д, Алиханов О., Ермаханов М., Дошанов Д., Тулеметова С. Е.).
3. Патент РК № 30902 на изобретение // Способ отбора молочного скота для селекции по цитогенетическому статусу. -Опубл., 15.02.2016, бюл № 2 (Алентаев А. С., Омбаев А. М., Баймуканов Д. А.). -Астана, 2016. 5с.
4. Патент РК № 32032 на изобретение // Способ отбора крупного рогатого скота черно — пестрой породы для селекции. -Опубл., 15.05.2017, бюл № 5 (Алентаев А. С., Омбаев А. М., Баймуканов Д. А., Смаилов С. Д., Абдрахманов К. Т.). -Астана, 2017. 5с.